# Knokteberg
De Knokteberg is een helling in de Vlaamse Ardennen en het Pays des Collines in de gemeentes Kluisbergen en Mont-de-l'Enclus. Ze is vernoemd naar het gehucht Knokt op de top. De helling wordt ook wel Côte de Trieu genoemd, naar het gehucht Trieu aan de voet. De helling ligt aan de zuidoostelijke zijde van een grotere heuvel die als de Kluisberg wordt aangeduid en die wordt bedekt door het Kluisbos. Ten noordoosten van de Knokteberg klimmen de Oude Kwaremont en de Nieuwe Kwaremont omhoog. Ten westen van de Knokteberg ligt de helling van de Horlitin.

## Wielrennen
De helling is 14 maal (1993-2003, 2007, 2010, 2011) beklommen in de Ronde van Vlaanderen, altijd na de Kluisberg (zijde Ruien) en voor de Oude Kwaremont. Uitzondering was 2011, toen zat ze na de Oude Kruisens en voor de Oude Kwaremont.
Ook in de E3-prijs, Dwars door Vlaanderen, Kuurne-Brussel-Kuurne, Dwars door de Vlaamse Ardennen, Circuit Franco-Belge en Halle-Ingooigem wordt de helling wel bedwongen.
De helling is 9 maal (1995, 1997-2003, 2007) opgenomen in de Omloop Het Volk. Ook wordt ze opgenomen in de Omloop Het Volk voor vrouwen.
In 2010 werd ze nog tijdens de koers uit Kuurne-Brussel-Kuurne geschrapt, door de harde wind was een boom over de weg gevallen. De renners fietsten na de Oude Kwaremont rechtstreeks naar de Tiegemberg.
De helling is ook opgenomen in de bewegwijzerde Route des Collines voor recreatieve fietsers. Daarnaast is ze als afdaling opgenomen in de blauwe lus van de recreatieve fietsroute Ronde van Vlaanderenroute.

## Afbeeldingen

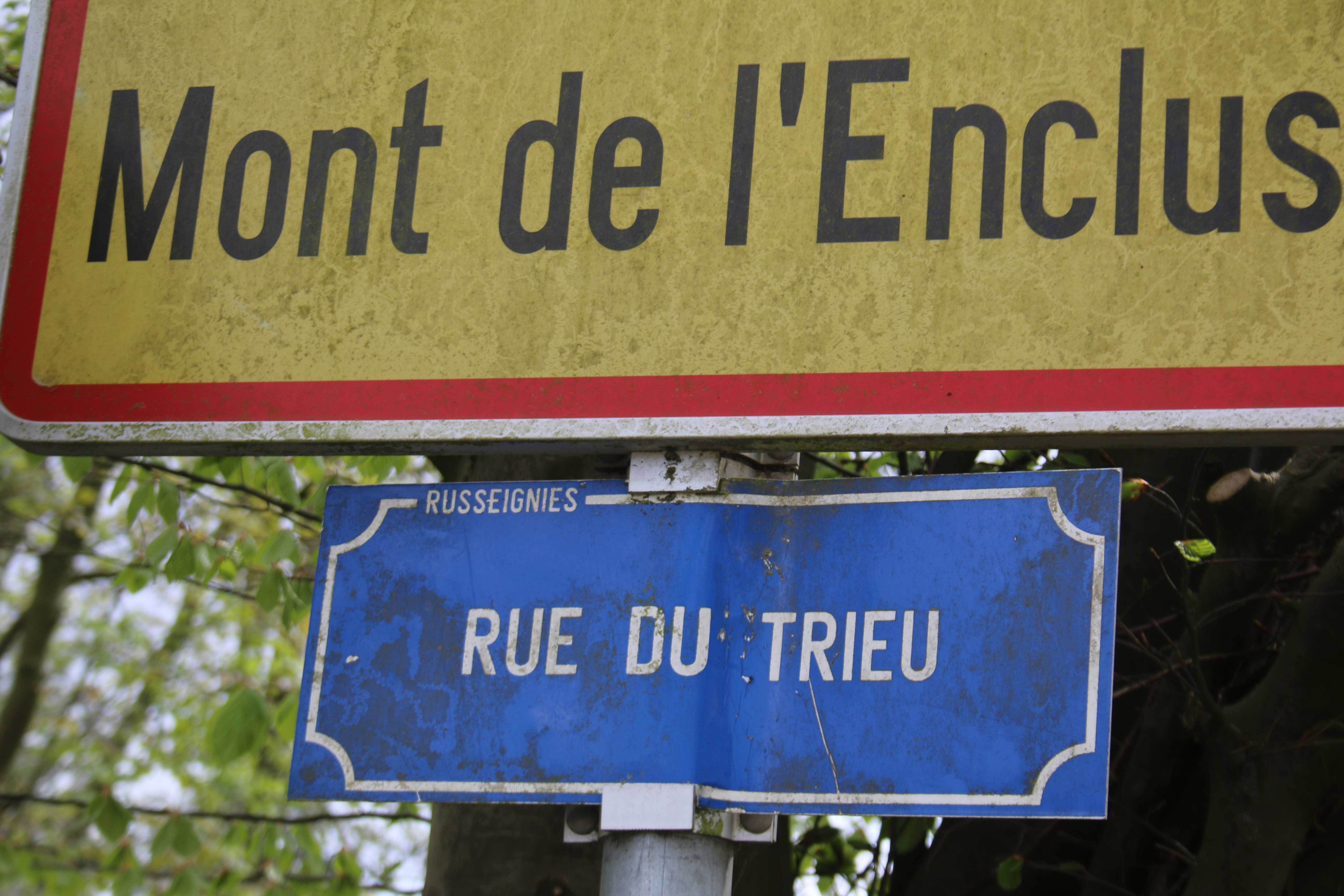
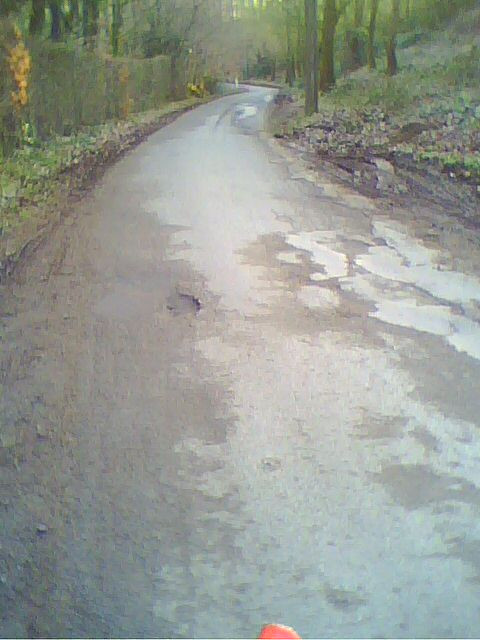